# GCDS
GCDS는 2015년 이탈리아에서 탄생한 하이엔드 스트리트 브랜드로, 대중 문화와 럭셔리, 그리고 이탈리아의 장인 정신을 믹스한 창의적인 브랜드이다. 줄리아노와 지오다노 칼자 (Giuliano & Giordano Calza) 형제에 의해 설립되었다.
GCDS의 크리에이티브 디렉터 줄리아노 칼자(Giuliano Calza)는 이탈리아 최연소 디자이너이자, "비즈니스 오브 패션" 선정 패션계에서 가장 영향력 있는 인물 중 한 명이다.
기하급수적으로 성장하는 스트리트 웨어 브랜드 사이에서 새로운 럭셔리 아이콘으로 진화한 GCDS는, 2023년 3월 보그 비즈니스(VOGUE Business)가 선정한 AW23시즌 미디어에서 가장 영향력 있는 브랜드 TOP10에 선정되었다.
비욘세, 두아리파 등 세계적으로 영향력 있는 아티스트들과의 커뮤니티를 구축하고 있다.
유럽, 아시아 등 전 세계 14개의 부티크와 250개 이상의 편집샵을 포함한 리테일 매장을 운영하고 있다.
국내에서는 (주)신원이 2024년부터 GCDS 국내 정식 오프라인 매장을 열고 본격적인 마케팅 활동에 돌입할 예정이다.

## 브랜드 가치
- Pop Culture
- Luxury
- Made in Italy